# (200419) 2000 SN199
(200419) 2000 SN199 es un asteroide perteneciente al cinturón de asteroides, región del sistema solar que se encuentra entre las órbitas de Marte y Júpiter, descubierto el 24 de septiembre de 2000 por el equipo del Lincoln Near-Earth Asteroid Research desde el Laboratorio Lincoln, Socorro, Nuevo México, Estados Unidos.

## Designación y nombre
Designado provisionalmente como 2000 SN199. 

## Características orbitales
2000 SN199 está situado a una distancia media del Sol de 2,370 ua, pudiendo alejarse hasta 2,715 ua y acercarse hasta 2,024 ua. Su excentricidad es 0,145 y la inclinación orbital 4,055 grados. Emplea 1332,76 días en completar una órbita alrededor del Sol.

## Características físicas
La magnitud absoluta de 2000 SN199 es 16,4. 